# Gematria

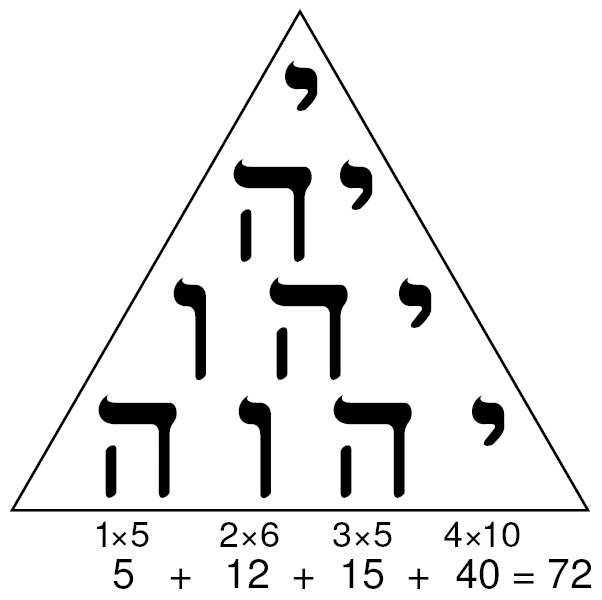
Rappresentazione gematrica del Tetragramma coi suoi valori numerologici: il risultato, "72", è un numero fondamentale nelle Scritture.

La gematria, anche ghimatriah, ghematriah o ghematria (in ebraico גימטריא/גימטריה‎?, traslitt. gēmaṭrijā) è un aspetto della visione teologica dell'ebraismo che studia le parole scritte in lingua ebraica e assegna loro valori numerici: questo sistema afferma che parole e/o frasi con valore numerico identico siano correlate, o dimostrino una qualche relazione col numero stesso, applicato, per esempio, all'età di una persona, a un anno del calendario ebraico o simili.
È uno dei metodi di analisi utilizzati nella cabala. Uno degli esempi migliori di gematria è la parola ebraica Chai, חַי ("vivente"), composta da due lettere che (usando le assegnazioni della tabella Mispar gadol riportata più sotto) assommate danno come risultato il numero 18. Questo ha reso il 18 un "numero fortunato" tra gli ebrei e vengono spesso regalati doni che siano multipli di 18.
Questo livello di esegesi ebraica appartiene soprattutto all'omiletica.
È chiarito che la posizione opposta di una sequenza di lettere già "esistente" non equivale all'opposto o contrario del significato.

## Etimologia
La parola deriva dell'ebraico "גימטריה (gīmatrījā)"; adattamento del greco "γεωμετρία (geōmetría)" cioè "geometria". Con lo stesso nome è a volte indicato lo studio numerologico delle parole in lingua greca contenute nel Nuovo Testamento, anche se tale studio andrebbe definito più correttamente isopsefia (cristiana). Alcuni studiosi affermano che il termine derivi piuttosto dal greco grammateia; è comunque possibile che entrambe le parole abbiano influenzato la formulazione della parola ebraica. Altre ipotesi sostengono una derivazione dall'ordine dell'alfabeto greco, essendo gamma la terza lettera del greco ("gamma + tria"). Il termine esiste in italiano e altre lingue europee a partire dal XVII secolo, dopo la traduzione delle opere di Giovanni Pico della Mirandola. Anche se apparentemente derivata dal greco, la parola è largamente usata in testi ebraici, in particolare in quelli associati con la cabala.

## Storia

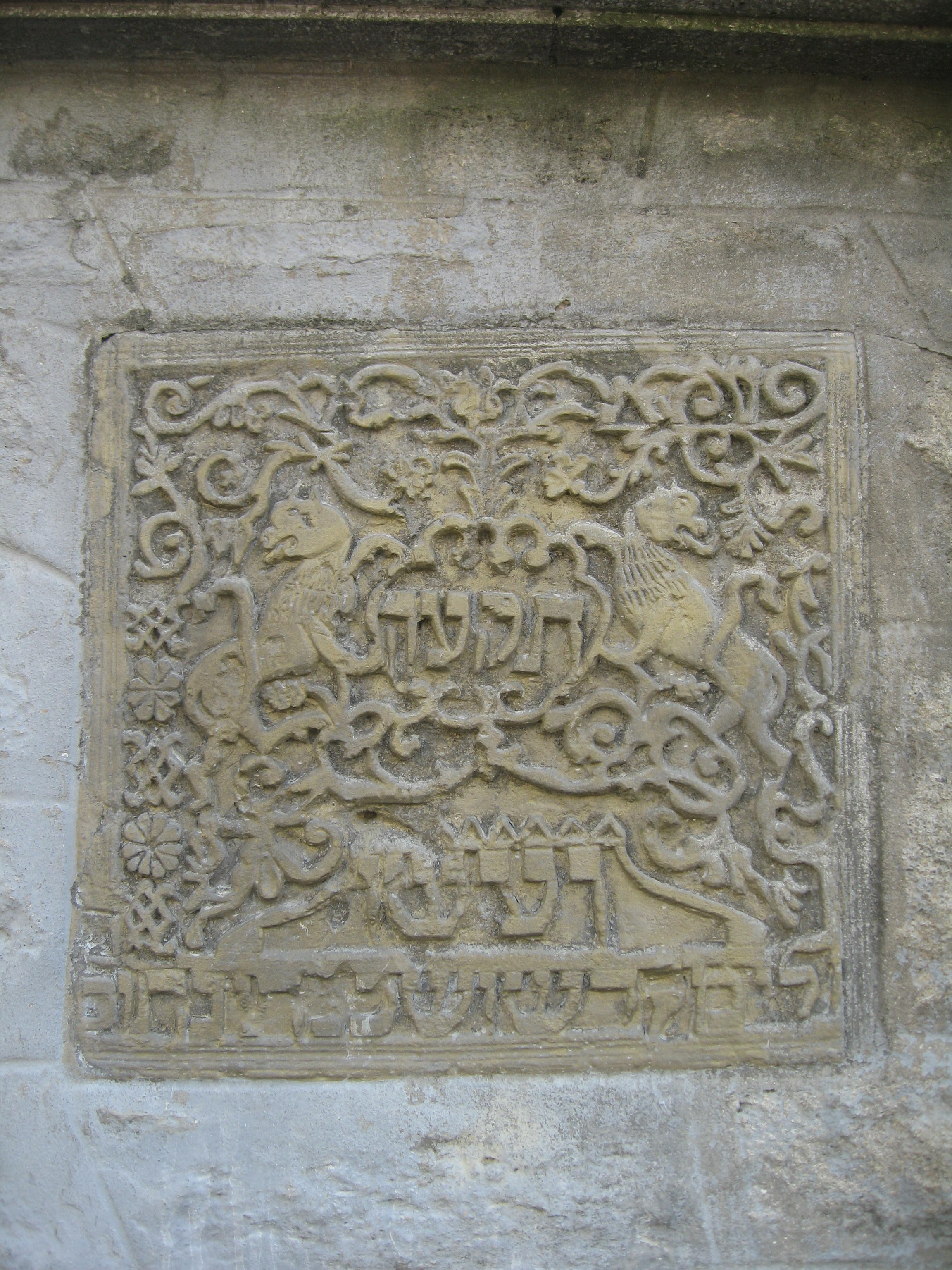
Iscrizione della Sinagoga Mare din Hârlău (Romania) - al centro una scritta numerologica

La gematria sembra essere stata introdotta nella cultura ebraica in epoca ellenistica come sviluppo dell'isopsefia, che è lo studio numerologico delle parole scritte in greco basato sul sistema di numerazione greco, che utilizzava 27 segni costituiti dalle 24 lettere dell'alfabeto greco classico e da altre 3 lettere disusate digamma qoppa e sampi. Inizialmente questo metodo fu usato da scrittori antichi come tecnica di crittografia, soprattutto per nascondere nomi di persona. Dalla gematria e dall'isopsefia si è sviluppata l'aritmomanzia, che è l'analisi numerologica delle parole basata sull'alfabeto latino.
La premessa della gematria è una peculiarità dell'alfabeto ebraico e di altri alfabeti con 27 lettere, il quale veniva normalmente utilizzato sia per rappresentare le parole sia come sistema di numerazione di tipo additivo. Ad ogni parola espressa nell'alfabeto ebraico può quindi essere associato un numero, ottenuto sommando i valori numerici di ogni singola lettera. La gematria viene applicata per decrittare significati nascosti all'interno della Bibbia ebraica tramite il loro valore numerico. Esistono diversi metodi di gematria, che avvengono solitamente secondo livelli di esegesi ebraica omiletica ma, come ogni aspetto della Torah, sono applicati anche nell'approccio interpretativo della Cabala, il Sod.
Alcuni studiosi identificano due forme di gematria: la forma "rivelata", che è prevalente in molti metodi ermeneutici riscontrati in tutta la letteratura rabbinica, e la forma "mistica", pratica prevalentemente cabalistica.
Anche se la gematria è più spesso utilizzata per calcolare i valori di singole parole, psukim (versetti biblici), aforismi talmudici, frasi dalle preghiere ebraiche, nomi di persone, di angeli e di Dio e altro materiale religioso significativo, i cabalisti li usano spesso per frasi arbitrarie e, occasionalmente, per varie lingue. Alcuni casi di gematria in arabo, spagnolo e greco, compitati con le lettere ebraiche, sono menzionati nelle opere di Rabbi Abramo Abulafia; anche certi rabbini chassidici la usano, sebbene raramente, per lo yiddish. Tuttavia la lingua primaria per i calcoli gematrici è sempre stata e rimane l'ebraico e, in forma minore, l'aramaico.
Un commentario biblico classico che incorpora la gematria è il Arba'ah Turim di Rabbi Yaakov ben Asher.
La gematria è spesso usata dal Maharal di Praga e da commentatori chassidici della Torah (come "Sefath Emmeth" di Gur).
Gli Ebrei non avevano parole per indicare le frazioni, con l'eccezione di {\displaystyle {\frac {1}{2}}}, {\displaystyle {\frac {1}{3}}}, {\displaystyle {\frac {1}{4}}}. Riguardo a 1 Re 7:23, riferito al Mare di Bronzo, un bagno rituale posto nell'angolo sud-est del cortile interno del Tempio di Gerusalemme. È stato ipotizzato un riferimento al numero π, risalente al tempo di re Salomone: la parola ebraica kaveh, utilizzata nel testo, presenterebbe un'insolita aggiunta di una lettera "hei" finale rispetto "kav", e il rapporto delle rispettive gematrie è {\displaystyle {\frac {111}{106}}=1.04716981}, valore che moltiplicato per 3 genera 3.14150943, prossimo al valore di pi greco.

## Fonti testuali
Una fonte testuale mishnaica chiarisce che l'uso della gematria risale almeno al periodo Tannaitico.
- Pirkei Avot 3:23/3:19:

רבי אלעזר בן חסמא אומר, קנין ופתחי נדה הן הן גופי הלכות. תקופות וגמטריאות פרפראות לחכמה.‎

Rabbi Eleazar Chisma disse: "Le leggi delle offerte miste di uccelli e la chiave per i calcoli dei giorni mestruali – questi, questi sono il corpo dell'Halakhah. Il calcolo degli equinozi e la gematria sono i dolci/ornamenti della saggezza.
Una traduzione alternativa della parola ebraica פרפראות‎ è "contorni minori".
Piatti di contorno minori possono essere serviti prima, durante o dopo i pasti, per aggiungere interesse e varietà; sono gli antipasti, i contorni, i dolci, le leccornie - da non servirsi mai come piatti principali. In altre parole, queste scienze, sebbene importanti, sono tuttavia solo ausiliarie e secondarie. Ciò che è primario è la Torah. Ciò che è centrale è la legge che dà la vita.

## Tabella dei valori
I valori Mispar gadol (vedi sotto) sono:
| Decimale | Ebraico | Glifo |
| -------- | ------- | ----- |
| 1        | Aleph   | א‎     |
| 2        | Bet     | ב‎     |
| 3        | Gimel   | ג‎     |
| 4        | Daleth  | ד‎     |
| 5        | He      | ה‎     |
| 6        | Vav     | ו‎     |
| 7        | Zajin   | ז‎     |
| 8        | Heth    | ח‎     |
| 9        | Teth    | ט‎     |

| Decimale | Ebraico | Glifo |
| -------- | ------- | ----- |
| 10       | Jud     | י‎     |
| 20       | Kaph    | כ‎     |
| 30       | Lamed   | ל‎     |
| 40       | Mem     | מ‎     |
| 50       | Nun     | נ‎     |
| 60       | Samech  | ס‎     |
| 70       | Ajin    | ע‎     |
| 80       | Pe      | פ‎     |
| 90       | Tsade   | צ‎     |

| Decimale | Ebraico        | Glifo |
| -------- | -------------- | ----- |
| 100      | Qoph           | ק‎     |
| 200      | Reš            | ר‎     |
| 300      | Šin            | ש‎     |
| 400      | Taw            | ת‎     |
| 500      | Kaph (finale)  | ך‎     |
| 600      | Mem (finale)   | ם‎     |
| 700      | Nun (finale)   | ן‎     |
| 800      | Pe (finale)    | ף‎     |
| 900      | Tsade (finale) | ץ‎     |

## Vocali
Senza i "segni vocalici" è possibile commettere errori; infatti, pur se precedentemente tramandata oralmente e quindi senza tale rischio, la medesima sequenza di lettere può presentare differenti significati a causa di interpunzioni (niqqud). Il valore delle vocali ebraiche di solito non viene però contato, ma alcuni metodi meno noti includono i segni diacritici vocalici per evitare errori di calcolo. I valori vocalici più comuni sono i seguenti (un valore alternativo meno comune, basato sulla somma delle cifre, è dato tra parentesi):
| Decimale | Vocale | Glifo |
| -------- | ------ | ----- |
| 6        | Patach | ַ ‎     |
| 10 (1)   | Hiriq  | ִ ‎     |
| 10 (1)   | Holam  | ׂ ‎     |
| 10 (1)   | Shuruk | וּ ‎    |

| Decimale | Vocale         | Glifo |
| -------- | -------------- | ----- |
| 16 (7)   | Kamatz         | ָ ‎     |
| 20 (2)   | Zeire          | ֵ ‎     |
| 20 (2)   | Sh'va          | ְ ‎     |
| 26 (8)   | Patach ridotta | ֲ ‎     |

| Decimale | Vocale         | Glifo |
| -------- | -------------- | ----- |
| 30 (3)   | Segol          | ֶ ‎     |
| 30 (3)   | Kubutz         | ֻ ‎     |
| 36 (9)   | Kamatz ridotta | ֳ ‎     |
| 50 (5)   | Segol ridotta  | ֱ ‎     |

A volte i nomi delle vocali vengono scritti per esteso e la loro rispettiva gematria viene calcolata usando i metodi standard.

## Metodi

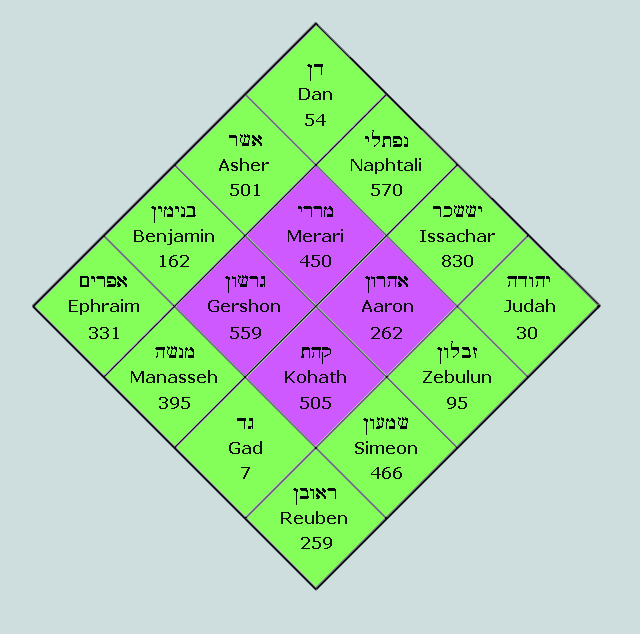
Nomi dei personaggi biblici con corrispondente numerologia gematrica

Ci sono diversi metodi utilizzati per calcolare il valore numerico delle singole parole, frasi o brani testuali. Metodi più avanzati sono di solito utilizzati per i più importanti versetti biblici, per le preghiere, i nomi di Dio e degli angeli, ecc.
- Mispar Hechrachi (valore assoluto) che usa il valore numerico pieno delle ventidue lettere. A volte chiamato anche Mispar ha-Panim (numero dritto), in contrapposizione al più complesso Mispar ha-Akhor (numero rovescio).
- Mispar Gadol conta le forme finali (sofit) delle lettere ebraiche quali continuazioni della sequenza numerica dell'alfabeto, con le lettere finali che assumono valori da 500 a 900.
- Lo stesso titolo, Mispar ha-Gadol, è usato anche per un altro metodo, che forma il nome di ogni lettera e aggiunge i valori standard della stringa risultante.
- Mispar Katan calcola il valore di ogni lettera, ma la tronca dagli zeri. Viene chiamata anche Mispar Me'ugal.
- Mispar Siduri (valore ordinale) con ciascuna della 22 lettere che assume un valore da uno a ventidue.
- Mispar Bone'eh (valore aggiunto, anche Revu'a, quadrato[27]) calcolato andando su ogni lettera dall'inizio alla fine, aggiungendo il valore di tutte le lettere precedenti ed il valore di quella esaminata al totale parziale. Di conseguenza, il valore della parola "Achad" (uno) è 1 + (1 + 8) + (1 + 8 + 4) = 23.
- Mispar Kidmi (valore triangolare) usa ciascuna lettera come somma di tutti i valori gematrici standard delle lettere che la precedono. Quindi, il valore di Aleph è 1, il valore di Bet è 1 + 2 = 3, il valore di Gimel è 1 + 2 + 3 = 6, ecc. Metodo noto anche come Mispar Meshulash (numero triangolato o tripilicato).
- Mispar P'rati calcola il valore di ogni lettera come il quadrato del suo valore gematrico standard. Pertanto, il valore di Aleph è 1 × 1 = 1, il valore di Beth è 2 × 2 = 4, il valore di Gimel è 3 × 3 = 9, ecc. Conosciuto anche come Mispar ha-Merubah ha-Prati'.
- Mispar ha-Merubah ha-Klali è il quadrato del valore assoluto standard di ogni parola.
- Mispar Meshulash calcola il valore di ogni lettera come il cubo del rispettivo valore standard. Lo stesso termine viene più spesso usato al posto di Mispar Kidmi.
- Mispar ha-Akhor, il valore di ciascuna lettera è il suo valore standard moltiplicato per la posizione della lettera nella parola o frase, in ordine discendente o ascendente. Questo metodo è particolarmente interessante perché il risultato è sensibile all'ordine delle lettere. Viene a volte chiamato Mispar Meshulash (numero triangolare).
- Mispar Mispari compita i valori standard di ogni lettera secondo i suoi nomi ebraici ("Achad" [uno] è 1+8+4=13 ecc.), e poi addiziona i valori standard della stringa risultante.
- Mispar Shemi (anche Millui, "riempi" lettera), usa il valore di ogni lettera come uguale al valore del suo nome.[28] Per esempio, il valore della lettera Aleph è (1 + 30 + 80) = 111, Beth è (2 + 10 + 400) = 412, ecc. A volte la stessa operazione viene applicata due o più volte in modo ricorsivo.
- Mispar Ne'elam (numero nascosto) indica il nome di ogni lettera senza la lettera stessa (cioè "Leph" per "Aleph") e addiziona il valore della stringa che ne risulta.
- Mispar Katan Mispari (valore ridotto integrale) è usato ove il valore numerico totale di una parola è ridotto a una sola cifra. Se la somma del valore eccede 9, i valori interi del totale sono aggiunti ripetutamente per produrre una sola cifra. Lo stesso valore viene raggiunto a prescindere dal fatto che siano valori assoluti, valori ordinali, oppure valori ridotti che vengono conteggiati con i metodi di cui sopra.
- Mispar Misafi addiziona il numero delle lettere nella parola o frase alla loro ghimatriah.
- Kolel è il numero delle parole, che è spesso aggiunto alla ghimatriah. In caso di una sola parola, il valore standard è aumentato di uno.

Nell'ambito del tema più ampio della gematria sono incluse le varie trasformazioni dell'alfabeto in cui una lettera viene sostituita da un'altra in base ad uno schema logico:
- Atbash - sostituisce ciascuna lettera in una data parola o frase con le lettere opposte. Lettere opposte sono determinate sostituendo la prima lettera dell'alfabeto ebraico (Aleph) con l'ultima lettera (Tav), la seconda lettera (Beth) con la penultima (Shin), ecc. Il rusltato può essere interpretato come messaggio segreto o calcolato secondo i metodi standard di ghimatriah. Alcuni esempi di Atbash si riscontrano già nella Bibbia ebraica. Per esempio, si veda Geremia 25:26[29] e 51:41[30], con il Targum e Rashi.[31]
- Albam - l'alfabeto è diviso a metà, undici lettere in ciascuna sezione. La prima lettera della prima serie è sostituita dalla prima lettera della seconda serie, la seconda lettera della prima serie dalla seconda lettera della seconda serie e così via.
- Achbi - divide l'alfabeto in due gruppi uguali di undici lettere. In ciascun gruppo, la prima lettera è sostituita dall'ultima, la seconda dalla decima, ecc.
- Ayak Bakar - rimpiazza ogni lettera con un'altra che abbia un valore dieci volte più alto. Le lettere finali di solito indicano i numeri da 500 a 900. Le migliaia vengono ridotte a unità (1000 diventa 1, 2000 diventa 2 ecc.)
- Ofanim - sostituisce ogni lettera con l'ultima lettera del suo nome (cioè "Fe" da "Aleph").
- Akhas Beta - divide l'alfabeto in tre gruppi di 7, 7 e 8 lettere. Ogni lettera viene sostituita ciclicamente dalla lettera corrispondente del gruppo successivo. La lettera Tav rimane la stessa.
- Avgad - rimpiazza ciascuna lettera con la successiva. Tav diventa Aleph. Si usa anche l'operazione inversa.

La maggior parte dei succitati metodi e cifrari sono elencati da Rabbi Moses Cordovero.
Alcuni autori forniscono elenchi fino a 231 algoritmi sostitutivi diversi, connessi alle 231 porte mistiche dello Sefer Yetzirah.
Decine di altri metodi di gran lunga più avanzati sono utilizzati nella letteratura cabalistica, senza nomi particolari. nel Manoscritto Ms. Oxford 1822, un articolo elenca 75 differenti forme di gematria. Alcuni metodi noti sono di natura ricorrente e ricordano la Teoria dei grafi o usano pesantemente la combinatoria. Rabbi Elazar Rokeach usava spesso la moltiplicazione invece dell'addizione, coi metodi di cui sopra. Ad esempio, esponendo le lettere di una parola e poi moltiplicando i quadrati di ogni valore di lettera nella stringa risultante si producono numeri molto alti, nell'ordine dei trilioni. Il processo di compitazione può essere applicato ricorsivamente, finché ne risulta un certo schema (per esempio tutte le lettere della parola "Talmud"); si calcola poi la ghimatriah della stringa risultante. Lo stesso autore utilizza anche somme di tutte le possibili combinazioni di lettere uniche, che si sommano al valore di una determinata lettera. Ad esempio, la lettera He, che ha il valore standard di 5, può essere prodotta combinando 1 + 1 + 1 + 1 + 1, 2 + 1 + 1 + 1, 3 + 1 + 1, 4 + 1, 2 + 2 + 1 o 2 + 3, che dà il risultato di 30. A volte le combinazioni di lettere ripetute non sono consentite (per es. 2 + 3 è valido, ma 3 + 1 + 1 non lo è). La lettera originale stessa può anche essere vista come una combinazione valida.
Varianti ortografiche di alcune lettere possono essere utilizzate per produrre insiemi di numeri differenti, che possono essere addizionati o analizzati separatamente. Molti sistemi formali complessi e algoritmi ricorsivi, basati su analisi strutturale di tipo grafo dei nomi delle lettere e delle loro relazioni reciproche, l'aritmetica modulare, il modello di ricerca su stringhe e altre tecniche altamente avanzate, si trovano nel "Sefer ha-Malchuth" del rabbino David ha-Levi di Draa, cabalista spagnolo del XV secolo. I metodi di Rabbi David ha-Levi prendono in considerazione anche i valori numerici e le altre proprietà delle vocali.
L'Astrologia cabalistica usa alcuni metodi specifici per determinare le influenze astrologiche di una data persona. Secondo un metodo, la ghimatriah del nome di una persona viene addizionato alla ghimatriah del nome di sua madre; il risultato è poi diviso per 7 e 12. I resti indicano un pianeta particolare e un segno zodiacale.

## Valore assoluto
La forma più comune di ghimatriah viene usata in Talmud e Midrash, ed in maniera elaborata da molti commentatori post-talmudici. Implica la lettura di parole e frasi come numeri, assegnando un valore numerico anziché fonetico ad ogni lettera dell'ebraico. Quando letti come numeri, possono essere confrontati e contrapposti con altre parole o frasi – si veda il proverbio ebraico:
{{{2}}}‎
(nichnas yayin yatza sod, lett. "entrato il vino, uscito il segreto", cioè "in vino veritas").
Il valore gematrico di יין‎ ("vino") è 70 (י‎=10; י‎=10; ן‎=50) che è anche il valore gematrico di סוד‎ ("segreto", ס‎=60; ו‎=6; ד‎=4).

## Usi in altre lingue

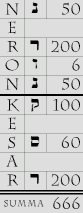
Calcolo del numero 666 dal nome dell'imperatore Nerone (Neron Kesar)

Il primo uso attestato di ghimatriah si verifica in un'iscrizione del sovrano assiro Sargon II (727-705 a.C.), con l'affermazione che il re aveva costruito il muro di Khorsabad lungo 16283 cubiti in corrispondenza col valore numerico del suo nome. Gematria o isopsefia fu introdotta nel greco probabilmente subito dopo l'adozione del sistema di scrittura semitica. Gli esempi esistenti di utilizzo in greco provengono principalmente dalla letteratura cristiana e, a differenza dalle fonti rabbiniche, viene sempre dichiarata esplicitamente quando utilizzata. Si afferma che Platone (ca. 427-347 a.C.) offra una discussione di ghimatriah "nelle sue forme più semplici" nel Cratilo, dove si dice abbia sostenuto che "la 'forza essenziale' del nome di una cosa si trova nel suo valore numerico, e che parole e frasi dello stesso valore numerico possono essere sostituite in contesto senza perdita di significato." Tuttavia un esame del Cratilo dimostra come Platone non abbia mai fatto tale asserzione e che la ghimatriah non vi viene discussa né esplicitamente né implicitamente. Ciò che invece può essere indicato con maggiore precisione è che la discussione di Platone nel Cratilo comporta un'opinione che parole e nomi si riferiscano (più o meno accuratamente) alla "natura essenziale" di una persona o di un oggetto, e che questa visione platonica possa aver influenzato la gematria greca.
Le lingue con alfabeto latino mostrano un indebitamento coi metodi gematrici risalenti al Medioevo dopo il decadimento del latino stesso in seguito al crollo dell'Impero Romano nel V secolo. Molti ricercatori collegano il "Numero della bestia", di cui all'Apocalisse del Nuovo Testamento, con la ghimatriah greca o ebraica, come usata dai primi cristiani. Secondo tali interpretazioni, il numero in questione, 666, deriva originariamente, tramite ghimatriah, dal nome dell'imperatore romano del tempo, Nerone Cesare (נרונקסר‎ Nero Qasr), identificato con l'adoratore della Bestia che ordinò personalmente di uccidere Pietro apostolo e Paolo apostolo.

## Strumenti di calcolo
- Android (sistema operativo per dispositivi mobili) – App: Gematria Assistant (EN)
- Chrome – Estensione Browser: Gematria Assistant (EN)